# Caprenin
El caprenin es un sucedáneo del aceite comercializado por la compañía Procter & Gamble (desde 1991) que se emplea como substituto de algunas grasas alimentarias (al igual que otros sucedáneos como el salatrim y el bohenin). Consiste en un triglicérido sintético (TAG), sintetizado como un éster del glicerol compuesto de tres ácidos grasos naturales: ácido cáprico (C10:0), ácido cáprílico (C8:0), ácido behénico (C22:0). Los ácidos son provenientes de fuentes alimentarias, como puede ser el aceite de palma y coco.  El caprenin se metaboliza, digiere y absorbe siguiendo las mismas rutas que los otros triglicéridos. El ácido behénico es el único parcialmente absorbido por el intestino humano (<20%). Ha sido reconocido como una substancia GRAS (Generally recognized as safe) por las normativas alimentarias estadounidenses.

## Usos
Este efecto de baja absorción de uno de sus ácidos grasos (ácido behénico), permite que su densidad calórica sea de 5 kcal por gramo (cuando las grasas habitualmente suelen tener 9 cal/gramo), por lo que se usa en la elaboración de productos alimentarios "bajos en grasas", así como substituto de la manteca del cacao en la fabricación de chocolates, así como en la repostería industrial. Se trata de una grasa. No se aconseja ser empleado en alimentos fritos, debido a la poca estabilidad de este triglicérido ante fuentes de calor. 